# لويس جيبس
لويس جيبس (بالإنجليزية: Lois Gibbs)‏ هي ناشِطة أمريكية، ولدت في 1952.

## معرض صور

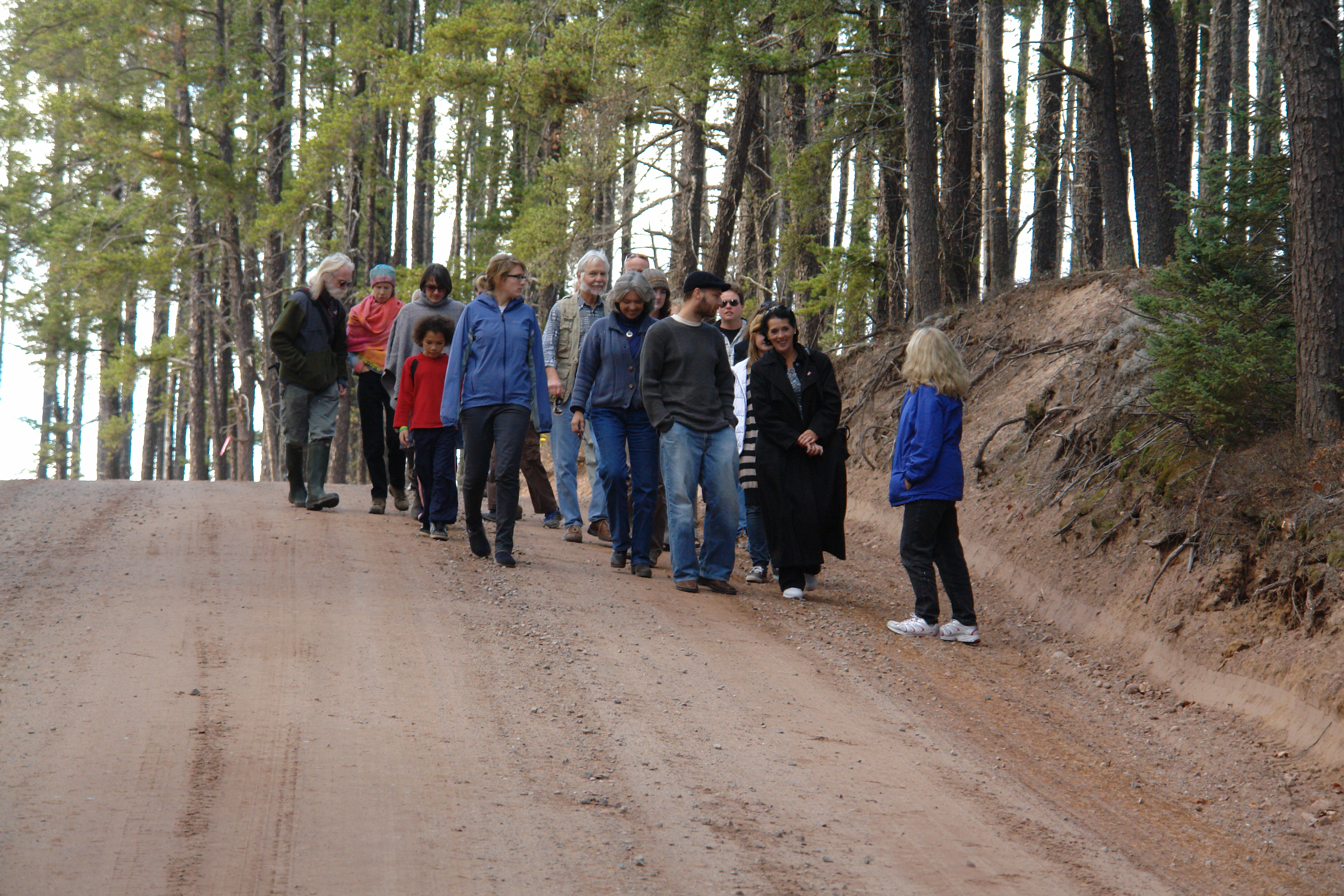
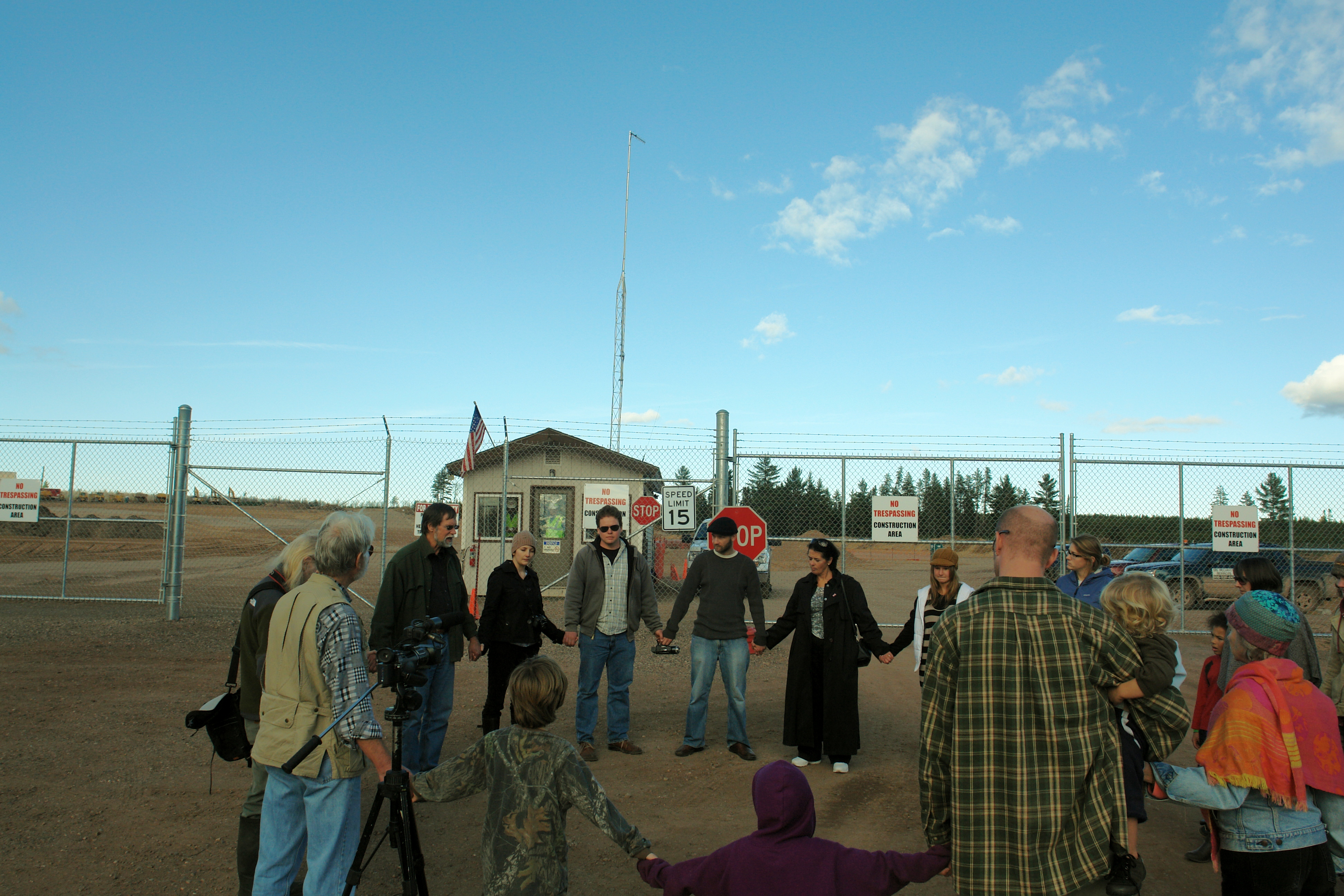
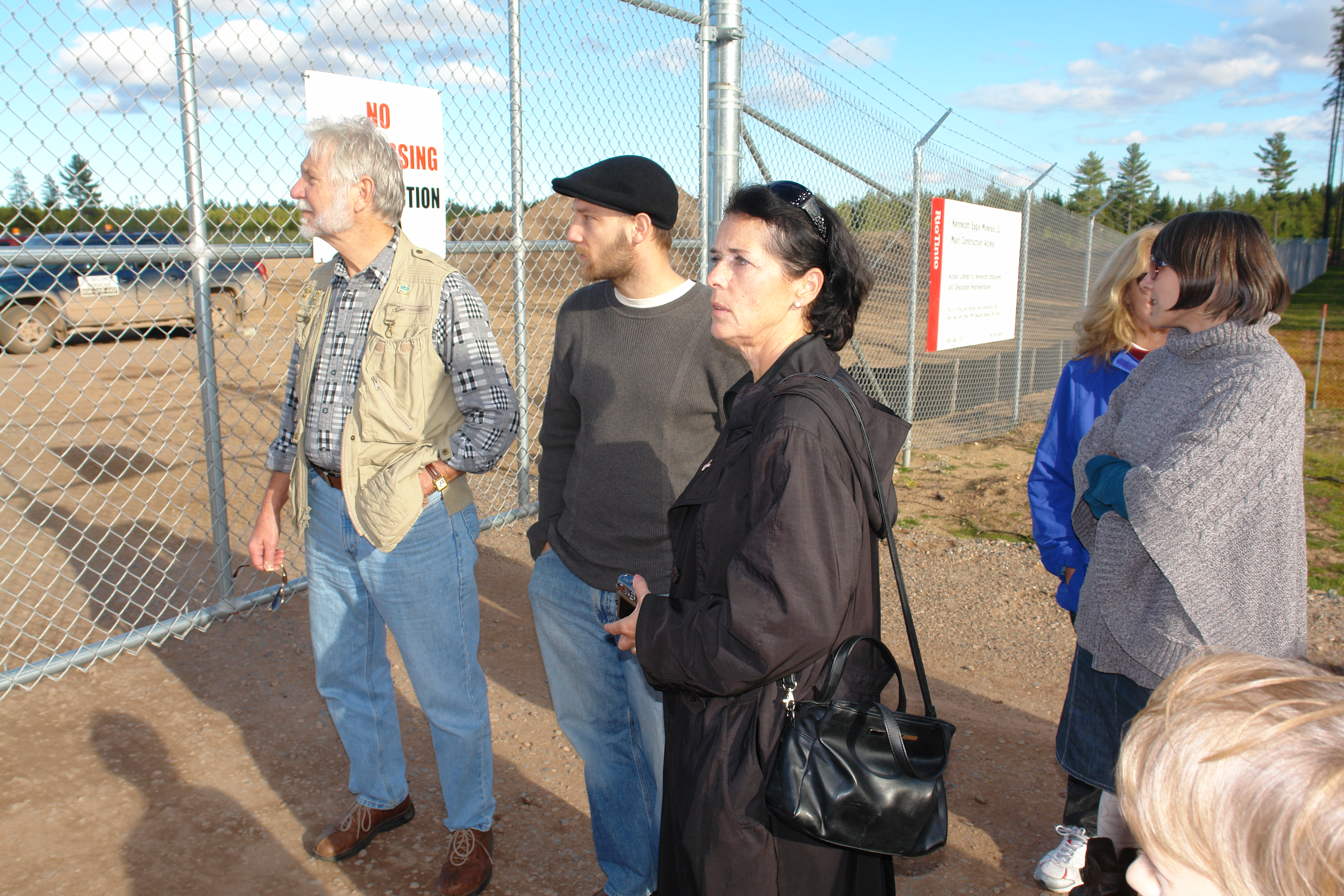